# Догель, Иван Михайлович
Ива́н Миха́йлович До́гель (1830—1916) — русский учёный-фармаколог. Заслуженный профессор, почётный член Военно-медицинской академии, Казанского и Юрьевского (ныне Тартуского) университетов, иностранных академий и обществ. Основные труды посвящены фармакологии, физиологии и анатомии сердечно-сосудистой и нервной систем. В 1907 и 1914 годах номинировался на Нобелевскую премию.

## Биография
Родился 7 (19) марта 1830 года в имении Залесье в Витебской губернии.
Окончил Ковенскую гимназию (1850), затем, в 1854 году, — петербургскую Медико-хирургическую академию со званием лекаря. Начал службу внештатным ординатором в петербургском военно-сухопутном госпитале. В 1855 году оказывал хирургическую помощь в Свеаборге после бомбаридорвки его англо-французским флотом.
После защиты в 1863 году диссертации «Современный взгляд на строение и отправление лимфатических желез» получил в Московском университете степень доктора медицины.  В 1865 году был командирован за границу; занимался сперва в Гейдельбергском университете под руководством Гельмгольца, Кирхгофа и Бунзена, затем два года — в лаборатории Людвига в Лейпциге, причём особенно интересовался гистологией и физиологией кровообращения. В основу своих исследований Догель положил сравнительно-анатомический и сравнительно-физиологический методы.
В Гейдельберге в 1865 году у него родился сын Михаил.
После возвращения в Россию в 1868 году был избран приват-доцентом Медицинской академии, а 15 ноября 1869 года утверждён экстраординарным профессором фармакологии Казанского университета; с 31 декабря 1871 года — ординарный профессор.
И. М. Догель — один из основоположников экспериментальной фармакологии. Он впервые (1866) экспериментально показал возможность рефлекторной остановки сердечной деятельности при раздражении чувствительных нервных окончаний слизистой оболочки носа. Активно участвовал в борьбе с чумой, холерой, тифами, боролся с алкоголизмом; выступал с публичными лекциями, докладами и статьями.
В 1877 году был приглашён в Краковский университет, но предложения не принял. С 7 марта 1894 года — заслуженный профессор. Состоял почётным членом Императорской военно-медицинской академии и Юрьевского университета. Также он был членом-корреспондентом парижского биологического общества.
Жил в Казани по адресу: Малая Красная улица, дом Медведева.
Умер 16 (29) августа 1916 года.

### Награды
Был награждён орденами Св. Анны 2-й степени (1881), Св. Владимира 3-й степени (1885), Св. Станислава 1-й степени (1889).